# 音変化
音変化（おんへんか、英: sound change）とは、歴史言語学において、発音の時間的な変化である。

## 概要
音変化は、一つの音素（一つの弁別的素性）の別の音素への置換（音素変化）、および、2つの音の統合や新しい音の産出など既存の音声の変化（音韻変化）からなる。音変化は環境的に調整されうる。つまり、変化は一部の音環境でのみ発生するが、他の環境では同じ音声が変化の影響を受けない。
「音の変化」という用語は、通時的な変化、つまり、言語の音システムの経時変化を指す。 一方、「交替」とは、同期して（隣接する音に応じて、個々の話者の言語内で）発生し、言語の基礎となるシステムを変更しない変更（たとえば、英語の-s）を指す。 複数は、bet [s]、bed [z]のように、どの音に続くかによって発音が異なる。これは音変化ではなく、交替である）。 ただし、「音変化」は、交替の歴史的な導入を指す場合がある（トスカーナ方言での母音後の/ k /など。かつては[k]はCarlo 'のdi [k] arlo'のようであったが、現在は[h] di [h] arlo、他の位置で[k]と交替：con [k] arlo'with Carlo '）。
音変化の研究は通常、変化が規則的に起こるという作業仮定のもとで行われる。つまり、音韻以外の要因（影響を受ける単語の意味など）に関係なく、構造条件が満たされる度に機械的に適用されることが期待される。 ただし、方言の借用、文法の類似性、またはその他の既知および未知の原因により、通常の変更に対する明らかな例外が発生する可能性がある。一部の変化は「散発的」と表現される。つまり、明らかに見てとれる規則性がなく、特定の1つの単語またはいくつかの単語にのみ影響するものである。

## 条件変化と無条件の変化
日本語では、かつてɸ（ファ行の子音）と発音したハ行子音は、kaɸa→kawaのように、母音に挟まれた条件でwに変化した。後述する口蓋化は、i・eのような前舌母音の前という条件下で起こる子音の変化である。このような、前後の音の条件によって変化する例は多くみられる。
一方、英語の大母音推移は、各音素に起きた無条件の変化である。

## 正式な表記
以下の形式の文である。
A > B
これは、「音Aが音Bに変化する（または置き換えられる、反映されるなど）」と読む。そのため、Aはこの言語の古い段階に属し、Bは新しい段階に属する。 記号「>」は、B<Aのように逆にすることができ、これは、(新しい) B が (古い) A" から派生したということも意味する。
POc. *t > Rot. f
これは「原オセアニア語(POc.) の*tはロトゥマン語(Rot.)の[f]として反映される」という意味である。
このような文の両側は変化の始まりと終わりを示しているだけで、さらなる中間段階がある場合もある。上の例は、実際には一連の変化を完結にした説明である： *[t]が最初に[θ]（英語の頭子音thinのようなもの）に変化し、その後[f]が生じたとすると、より詳しく表すことができる：
t > [θ] > f
変更が無条件に (すべての環境で) 機能する場合を除き、変更が適用される前後関係を指定する必要がある。
A > B /X__Y
= 「Aの前にXがあり、その後にYが続くと、AはBに変わる。」
例：
It. b > v /[母音]__[母音]、これは次のように簡略化可能
It. b > v /V__V (Vは任意の母音)
= 「母音間にある [b] (ラテン語 に由来) は イタリア語 では [v] になった。」(例えば caballum, dēbet > cavallo 「馬」, deve 「借りている (三人称単数.)」'
2番目の例を次に示す。
PIr. [−cont][−voi] > [+cont] /__[C][+cont]
=「原イラン語（PIr.）では、子音の前の無声非継続性（無声閉鎖音）が、直後に継続性子音（共鳴音または摩擦音）が続くと、対応する無声継続性子音（摩擦音）に変化した」。
インド・イラン祖語 *pra '前へ' > アヴェスター語 fra; *trayas 「三」 (男性主格複数)> Av. θrayō; *čatwāras 「四」 (男性主格複数) > Av. čaθwārō; *pśaws 「一匹の牛の」 (主格 *paśu) > Av. fšāoš (主格 pasu).
なお、閉鎖音の前では摩擦化は起こらず、そのため、*sapta 「七」 > Av. hapta. となる。(ただし、古代ペルシア語につながるさまざまなイラン語群では、すべての子音連結で摩擦化が起こった： 古代ペルシア語hafta「七」）。
記号「#」は単語の境界 (最初または最後の) を表し、「/__#」という表記は「単語の最後」を意味し、「/#__」は「単語の最初」を意味する。
Gk. [stop] > ∅ /__#
= "ギリシャ語 (Gk.) で語末の破裂音が消えた。
これは以下のように単純化できる
Gk. P > ∅ / __#
ここでPは任意の破裂音を表す。

## 様々な音変化
多くの音変化は、発音しにくい音を楽にするための変化である。しかし、どのような場合に発音しにくいと感じるかは、言語により、時代により異なってくる。例えば日本語では、かつては母音連続を嫌っていたため、連母音の一方を脱落させたり間に子音を挿入したりしていたが、現在ではこのような傾向はない。
同化は、前後の音のどちらかが他方に作用して、似た音あるいは同じ音に変えてしまうことである。前舌母音であるiやeの影響で、その前にあるkやtがtʃやtɕに変化する現象は口蓋化と呼ばれ、多くの言語で見られる。たとえば沖縄語首里方言では、「肝」がkimo→tɕimuに変化するなど、kiがtɕiに変化している。これは後ろの音が前の音を変化させるもので、逆行同化と言う。これに対し、前の音が後ろの音を変化させるものを順行同化と言う。たとえば英語の複数形語尾の発音z/s/izは、直前の音による変化である。また、日本語の「読んで」という形は、「読みて」に由来するが、yomiteからiが脱落した後、mの有声性が後続のtに作用して、tが有声音dに変化している。隣接していない音で同化が起こることもあり、ゲルマン語派におけるウムラウトが有名である。例えば英語のfootの複数形feetは、古くはfōtiであったものが、後ろのiの影響でoːがeːに変化したものである（その後、さらに大母音推移でeː→iːの変化を起こした）。
同じ音あるいは似た音が連続すると、そのうちのどれかを違う種類の音に変化させることがあり、これを異化と言う。西欧では、rが連続して同じ語のなかに現れると、そのうちの一つをlに変える傾向がある。例えば英語のpurpleは、ラテン語から借用したpurpuraが変化したものである。異化は、同化に比べるとあまり多くは起こらず、規則的ではなく散発的に起こる場合が多い。
弱化は、母音や子音が弱まる現象。母音弱化は、口腔内の中央付近で調音されるあいまい母音（ə）への変化が代表的で、多くの場合はアクセントの置かれない音節で発生する。子音弱化は、調音点における狭めが弱まる(調音器官の間の隙間が広くなる)現象である。調音点における狭めは破裂音、破擦音、摩擦音、接近音の順に弱くなり、子音弱化はこの順に起こる。日本語ではハ行子音が破裂音 p から摩擦音 ɸ と変化した例がある。またzの摩擦音が弱まってrに変化する例があり（ロータシズム）、例えばゴート語のmaizaが英語でmore、ドイツ語でmehrに変化している。弱化が進むと、音の脱落が起きる。例えば英語のknifeはkの脱落が起きており、ラテン語のbuccaはスペイン語でbocaになった。
弱化と逆の強化は、弱化と比べるとあまり起こらないが、与那国語では「山」yama→dama、「若者」wakamono→bakamunuのように、接近音yから破裂音d、接近音wから破裂音bへの変化が見られる。
音の脱落には、「いやだ」→「やだ」、「している」→「してる」などがある。脱落が起きても、元の長さを保つために隣接する音が長くなることがある（代償延長）。例えば英語では、語末のrが消失したが、その分直前の母音が長くなった（例：car[kar]→[kaː]）。nightは[nixt]から[niːt]に変化した（その後さらに[nait]に変化した）。また、同じ音が続くと、「あしし」→「あし」（悪し）、「たいいく」→「たいく」（体育）のように、重音脱落が起きることがある。
音挿入は、語頭、語中、語尾に音が挿入されることである。語頭の子音連続を回避するため、英語のspiritは、フランス語ではeを付けてespritとなっている。語中でも、音を挿入して発音を楽にすることがある。例えば、「たくあん（沢庵）」を「たくわん」と発音する場合では、wが挿入されている。
音位転換は、語のなかの音の位置が入れ替わることである。例えば、日本語における「あらたし」→「あたらし」（新し）、「したつづみ」→「したづつみ」（舌鼓）などがある。
間違っていると言われる発音を直そうとするあまり、正しい発音も変えてしまう場合がある。これを過剰修正と言う。日本語の方言でヒをシと発音する話者は、シをヒに直そうとする意識が働き、「しく（敷く）」を「ひく」に変えてしまう、等の例がある。

## 原因
音変化の原因については，古くから様々な説が唱えられてきたが、代表的なものには以下がある。
基層言語説2つの言語（仮にAとBとする）が接触し、言語Aの話者が言語Bを不完全に習得した時、言語Aの発音特徴が言語Bへ受け継がれる（母語転移）とする説。すなわち、言語交替の際に基層言語の発音特徴が残存する。これは「基層言語仮説(substratum theory)」 と呼ばれる。
音韻空間説「音韻空間（phonological space)」の観点から、なるべく音が互いに体系内で等間隔となるよう微調整が働くとする説。各種音韻過程の背後には「調音の容易さ」という動機づけがあり、日本語のように[i, e, u, o, ɑ]をもつ母音体系は均衡の取れた音韻空間であり比較的変化しにくいが、均衡の取れていない音韻空間を示す言語は均衡を目指して変化しやすいとする。
過剰修正説威信ある発音への意識が強すぎることによって生じる過剰修正が原因とする説。

## 「音法則」
19世紀の青年文法学派の言語学者は、おそらく物理法則を模倣して、恒常的な変化の規則を指すために「音法則」という用語を導入した。「法則」という用語は、今もなお、特定の音変化を指すものとして、研究者名を冠して使われている（グリムの法則、グラスマンの法則など）。現実世界の音変化はしばしば例外が認められる。それにもかかわらず、法則の恒常性または例外が無いと想定することによって、歴史言語学者は規則的な対応の概念を定義することが可能になるため、それはヒューリスティックな価値がある（比較方法を参照）。
それぞれの音変化は、空間と時間に制限がある。これは、限られた領域内（特定の方言内）で、限られた期間に機能することを意味する。これらの（および他の）理由から、「音法則」という用語は、音変化に関して非現実的な普遍性を含蓄するものとして批判されてきた。